# Karmir Aghek
Karmir Aghek (orm. Կարմիր Աղեկ) – wieś w Armenii, w prowincji Lorri. W 2011 roku liczyła 174 mieszkańców.